# جان هاسک
جان هاسک (انگلیسی: John Huske؛ ۱۶۹۲ – ۱۸ ژانویه ۱۷۶۱) فرد نظامی اهل پادشاهی بریتانیای کبیر بود.